# Rechtsmiddel
Rechtsmiddelen zijn mogelijkheden die het recht kent om een gerechtelijke uitspraak door een hogere instantie te laten toetsen. Er valt een onderscheid te maken tussen gewone rechtsmiddelen en buitengewone rechtsmiddelen. Gewone rechtsmiddelen kunnen alleen worden aangewend als de beslissing van de rechter nog niet in kracht van gewijsde is gegaan. Bijzondere rechtsmiddelen kunnen juist alleen worden aangewend als het vonnis al in kracht van gewijsde is gegaan, dit heeft als consequentie dat soms al een deel van de straf is uitgezeten, of dat er al is overgegaan tot executie van het vonnis.

## Nederland
Het Nederlandse civiel recht, strafrecht en bestuursrecht kennen alle drie verschillende rechtsmiddelen. Hieronder worden ze een voor een behandeld.

### Civiel recht
Gewone rechtsmiddelen:
- Verzet (art. 143 Rv)
- Hoger beroep (art. 332 Rv)
- Cassatie (art. 398 Rv)

Buitengewone rechtsmiddelen:
- Derdenverzet (art. 376 Rv)
- Herziening (art. 382 Rv)
- Cassatie in het belang der wet (art. 78 RO)

### Strafrecht
Gewone rechtsmiddelen:
- Verzet (art. 257e SV)
- Hoger beroep (art. 404 Sv)
- Beroep in cassatie (art. 427 Sv)

Buitengewone rechtsmiddelen
- Cassatie in het belang der wet (art. 456 Sv), uitspraak heeft geen gevolgen voor partijen, het is alleen van belang voor de rechtseenheid.
- Herziening (art. 457 Sv)

### Bestuursrecht
Door het grote aantal beleidsterreinen die in het bestuursrecht worden behandeld, verschilt het aantal rechtsmiddelen per beleidsterrein. Zo is het alleen bij belastingzaken mogelijk om in hoger beroep te gaan bij het gerechtshof en vervolgens in cassatie te gaan bij de Hoge Raad. Ook verschilt het per zaak waar de zaak in hoger beroep moet worden aangebracht.
Gewone rechtsmiddelen:
- Bezwaar (art. 6:4 lid 1 Awb)
- Administratief beroep (art. 6:4 lid 2 Awb)
- Beroep (art. 8:1 Awb)
- Hoger beroep (art. 20 Wet RvS, art. 20 Wbbo, art. 18 Beroepswet)
- Beroep in cassatie  (art. 28 AWR)

Bijzondere rechtsmiddelen
- Herziening (art. 8:119 Awb)
- Vervallenverklaring